# Victimae paschali laudes
Victimae paschali laudes är en sekvens för påsken. Den är skriven av Vipo på 1000-talets förra hälft. 
Melodin är dorisk.